# Fokker S.IX
Fokker S.IX byl vojenský cvičný letoun vzniklý v Nizozemsku v 30. letech 20. století, podle požadavků Nizozemského královského námořnictva, u nějž měl ve službě nahradit zastaralý Fokker S.III.
Jednalo se o konvenční dvouplošník s jednokomorovým systémem vzpěr ve tvaru „N“, a stupněnými křídly o nestejném rozpětí.
Instruktor a žák seděli v otevřených kokpitech tandemového uspořádání, a pevný podvozek byl ostruhového typu, s nezávislými nohami hlavních kol. Křídla byla dřevěné konstrukce, a trup byl svařen z ocelových trubek a celý stroj byl potažen plátnem. 
Námořnictvo projekt schválilo a objednalo 27 kusů, později zakázku snížilo na 15. Armádní letectvo objednalo 20 kusů s odlišnou pohonnou jednotkou, později následovaných objednávkou na dalších 20. Tato pozdější dodávka již nestačila být realizována  před německým vpádem do země v roce 1940. 14. května toho roku několik přeživších armádních S.IX, spolu s některými staršími S.IV uniklo do Francie, ale zde již nikdy nevzlétly.
Po válce charterová společnost Frits Diepen Vliegtuigen objednala tři další exempláře (imatrikulace PH-NAR, PH-NAS a PH-NAT), které užívala k pilotnímu výcviku až do 50. let. Poté byly dodány společnosti Aero Holland NV v Ypenburgu, kde byly používány k vyhlídkovým letům.

## Varianty
- S.IX/1 - verze s motorem Armstrong Siddeley Genet Major IA pro armádní letectvo
- S.IX/2 - verze s šestiválcovým motorem Menasco B-6 Buccaneer pro námořní letectvo

## Uživatelé
- Nizozemsko
  - Nizozemská královská armáda
  - Nizozemské královské námořnictvo

## Specifikace (S.IX/1)

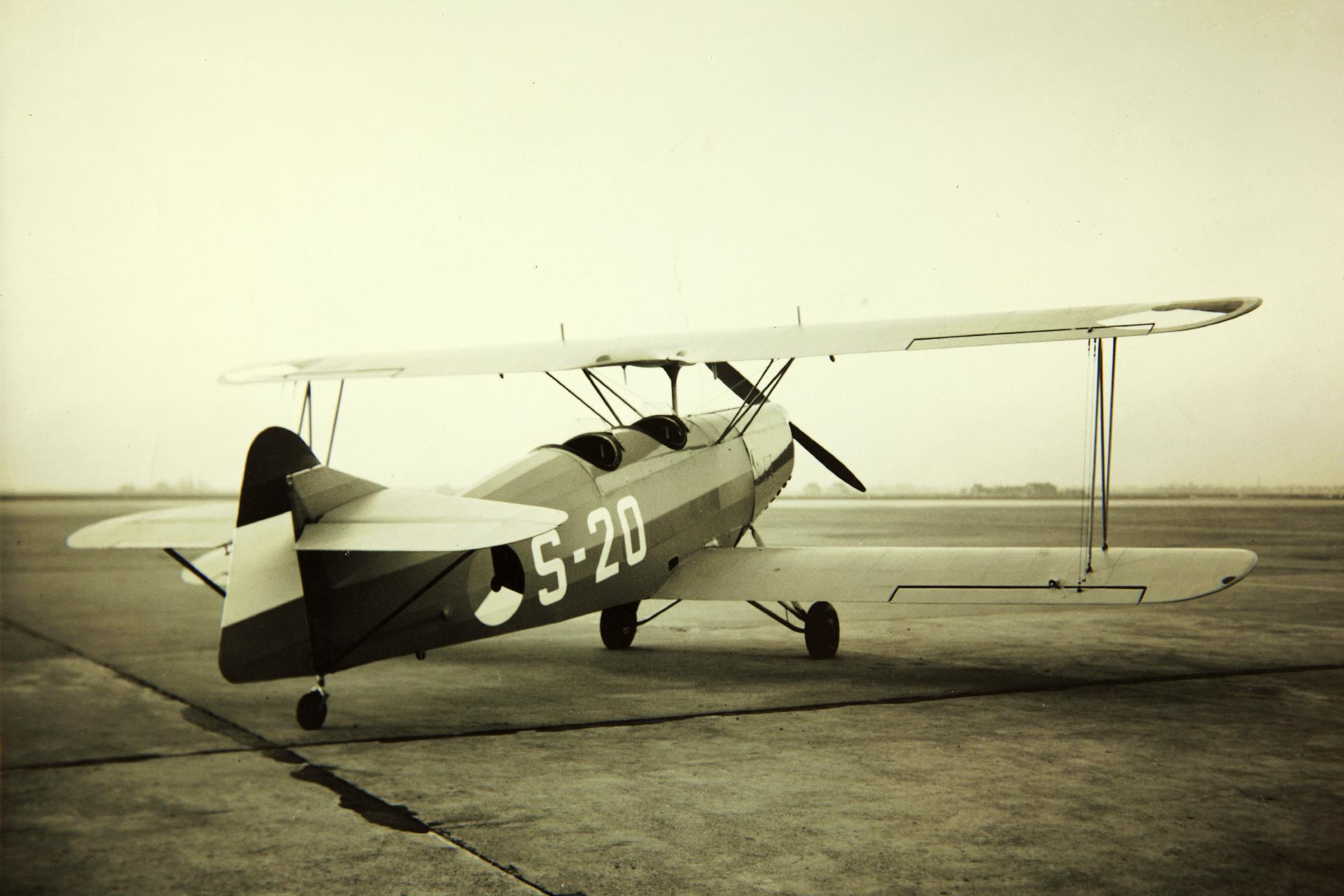
Fokker S.IX/2 (S-20, výr. č. 5467)

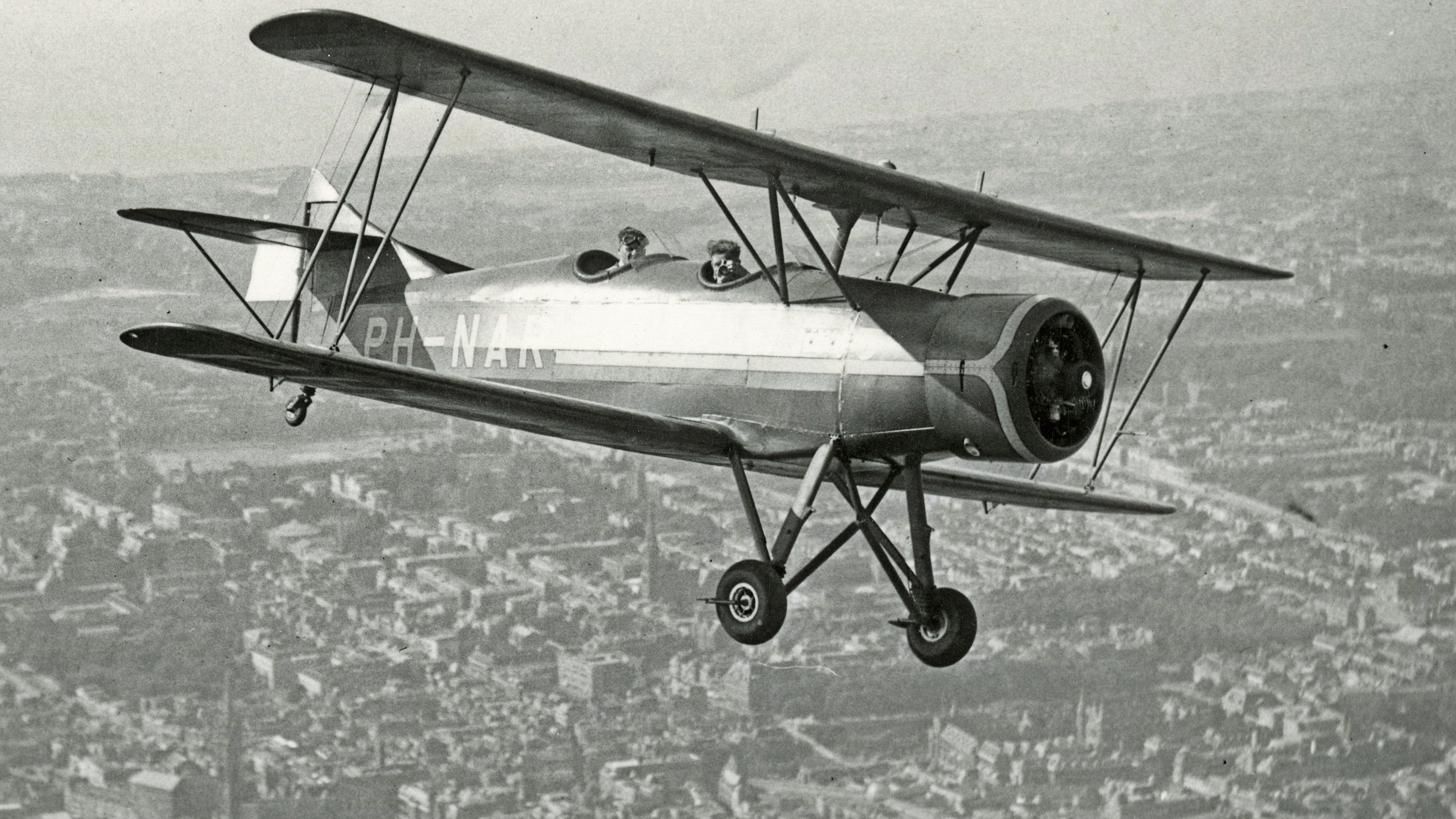
Fokker S.IX (PH-NAR)

### Technické údaje
- Osádka: 2 (instruktor a žák)
- Rozpětí: 9,55 m
- Délka: 7,65 m
- Výška: 2,90 m
- Plocha křídel: 23,0 m²
- Prázdná hmotnost: 695 kg
- Vzletová hmotnost: 975 kg
- Pohonná jednotka: 1 × vzduchem chlazený hvězdicový motor Armstrong Siddeley Genet Major
- Výkon pohonné jednotky: 123 kW (165 hp)

### Výkony
- Maximální rychlost: 185 km/h
- Dostup: 4 300 m
- Dolet: 710 km